# Rozhledny ve Východním Slovácku
Rozhledny ve Východním Slovácku byl soubor šesti totožných rozhleden, které byly postaveny s pomocí evropské dotace. V roce 2023 už čtyři z nich pro špatný technický stav nestojí, musely být z bezpečnostních důvodů strženy. Každá z nich se nachází u jedné z obcí mikroregionu Východní Slovácko.

## Seznam rozhleden
- Hráběcí
- Králov
- Nad Vojanskú
- Obecnice
- U křížku
- U Trojice

## Parametry rozhleden
Sledované rozhledny jsou vyrobené z dřevěné konstrukce ze smrku o třech podlažích. Vyhlídkové plošiny se tyčí ve výšce 13,3 metru. Půdorys každé z nich činí 5,3 x 5,3 metru a nosný rám je zabetonovaný v metrové hloubce do železobetonových pásů. Výstup po dřevěných schodištích je rozčleněn na tři výškové plošiny v úrovních 4, 7 a 10 m nad povrchem. U každé rozhledny je informační tabule se souřadnicemi rozhledny. Jediné, v čem se samotné stavby liší, je počet schodů. Ten se nachází v rozmezí 44 až 47 schodů.

## Historie
Nápad postavit u obcí vyhlídky a spojit je cyklotrasovým okruhem vznikl údajně již v roce 2005. S žádostí o dotační podporu obce několikrát neuspěly. Poslední žádost byla podána na začátku roku 2010, v květnu téhož roku bylo rozhodnuto o jejím schválení. Plánovaný celkový rozpočet na jmenovaný projekt byl 5 358 036 Kč. EU odsouhlasila příspěvek ve výši 3 432 760 Kč, což je přibližně 64 % celkové částky. Z rozpočtu regionální rady mělo být financováno 200 000 Kč, zbytek (1 556 712 Kč) měl být zaplacen z rozpočtu samotných obcí. Autoři projektu si slibovali, že zatraktivnění turistické oblasti mikroregionu formou investic do infrastruktury cestovního ruchu vyvolá zvýšení návštěvnosti a prodloužení pobytu turistů, a tím rozvoj navazujících služeb.

## Kritika
Rozhledny byly nechvalně proslulé svou nepříliš dobrou polohou a s tím souvisejícím špatným výhledem. V okolí sice pravděpodobně příliš mnoho jiných vhodných míst není, nicméně kritici upozorňují na zbytečné mrhání zdrojů z fondů EU. Zároveň byla kritizována kvalita práce a vhodnost materiálu, společně se zanedbanou údržbou. Tyto faktory vyústily v to, že tři ze šesti staveb už musely být strženy. Zastánci říkají, že je lepší mít rozhledny alespoň takovéto, než nemít žádné. Zároveň finanční zátěž pro samotné obce mikroregionu nemusela být velká. 

## Jednotlivé rozhledny

### Hráběcí (stržena 2023)
Rozhledna Hráběcí se nacházela u obce Vlčnov. V roce 2023 byla pro špatný technický stav stržena. Stála na křižovatce historické Hraběcí cesty a stezky Od búd (areál vinných búd je památková rezervace lidové architektury, která se nachází na okraji Vlčnova). Rozhledna byla umístěna v nadmořské výšce cca 290 m na úpatí kopce Myšince. Ze všech rozhleden ležela nejseverněji a zároveň i nejzápadněji. Také se nacházela v nejnižší nadmořské výšce ze všech rozhleden.

### U Trojice (odstraněna 2024)
Tato rozhledna se nachází nedaleko obce Nivnice. Je v blízkosti kaple sv. Trojice, která se nachází na kopci nad Nivnicí. Rozhledna je v nadmořské výšce cca 310 m. V listopadu roku 2024 byla kvůli špatnému stavu (ztrouchnivělosti smrkové konstrukce) odstraněna.

### Králov (stržena 2022)
Rozhledna Králov se nacházela na stejnojmenném návrší nedaleko obce Bánov. Králov se také nazývá vrch, pod kterým se rozhledna nacházela (s nadmořskou výškou 357 m). Prakticky z druhé strany kopce Králov se také nachází Nivnická rozhledna U Trojice. Vyhlídka Králov je v nadmořské výšce cca 345 m. 

### Pod Vojanskú (stržena 2022)
Tato rozhledna se nacházela poblíž obce Bystřice pod Lopeníkem. Ze zkoumaných rozhleden ležela nejvýchodněji. Nacházela se v nadmořské výšce přibližně 420 m, přičemž vrchol strmého kopce, na kterém stála, je ve výšce 555 m. 

### Obecnice
Vyhlídka s názvem Obecnice se nachází u obce Korytná a ze zkoumaných rozhleden se nachází nejjižněji. Úpatí rozhledny se nachází ve výšce 597 m n. m. Rozhledna je od Korytné více vzdálená, vzdušnou čarou jde o zhruba 2 km. Přestože se nachází na katastrálním území obce Korytná, blíže k rozhledně se nachází obec Strání.
Z celého souboru šesti rozhleden je jedinou, která se do dnešních dní dochovala, ač i její střešní konstrukce není v příliš dobrém stavu. .

### U Křížku (uzavřena 2022 pro špatný technický stav, stržena v říjnu 2023)
Tato rozhledna patří obci Suchá Loz. Nachází se v nadmořské výšce cca 600 m. Zajímavé je její umístění. Rozhledna je nedaleko obce Březová, naopak od Suché Lozi je vzdálená vzdušnou čarou přibližně 4 km.